# بادام‌دان کوشک علیا
بادام‌دان کوشک علیا، روستایی از توابع بخش مرکزی شهرستان بویراحمد در استان کهگیلویه و بویراحمد ایران است.

## جمعیت
این روستا در دهستان دشت روم قرار دارد و براساس سرشماری مرکز آمار ایران در سال ۱۳۹۰، جمعیت این روستا تقریبا خالی از سکنه و زیر سه خانوار بوده‌است.